# Наттокіназа

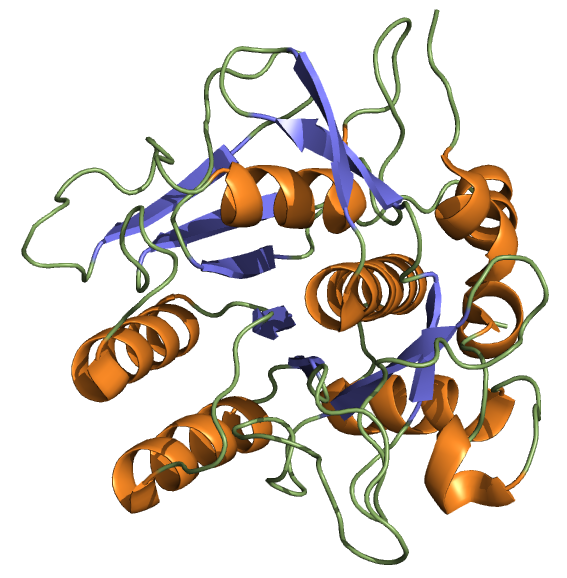
Структура молекули наттокінази з Bacillus subtilis (натто)

Наттокіназа — це фермент, що виробляється бактеріями Bacillus subtilis var natto під час процесу бродіння варених соєвих бобів у японську страву натто. Він був відкритий у 1980 році Хіроюкі Сумі та ін., публікація про відкриття з'явилася у 1986 році. Хоча часто заявляють, що він «розріджує кров», немає достатньо достовірної інформації про ефективність споживання натто або БАДів вироблених з нього.
Незважаючи на свою назву, наттокіназа не є ферментом групи кіназ (і тому не повинна так називатися), а сериновою протеазою сімейства субтилізину (на 99,5 % ідентична aprE). Скоріш за все, наттокіназа отримала назву завдячуючи наттокіну - японській назві бактерій Bacillus subtilis var natto. Експерименти in vitro і на тваринах, де його додавали безпосередньо в кров, показали, що він виявляє фібринолітичну активність і діє шляхом інактивації інгібітора активатора плазміногену 1 (PAI-1). Однак, оскільки наттокіназа є ферментом (білком), якщо її приймати перорально, вона розщеплюється на амінокислоти та пептиди травними ферментами в шлунку та кишці, і втрачає свої ферментативні властивості. Навіть ті молекули, що не розкладуться, є занадто великими, аби неушкодженими бути всмоктаними в кишкові клітини та транспортуватися в кров.

Хоча можливо, що це може бути пов'язано з фармакологічними ефектами розщеплених і поглинених пептидних фрагментів, немає чітких доказів того, що перорально прийнята наттокіназа всмоктується з травного тракту і діє в крові, тому необхідні подальші дослідження. В клінічних дослідженнях були використані капсули наттокінази на 2000 FU (фібринолітичних одиниць), що еквівалентно двом упаковкам натто, тому вважається, що ефект наттокінази в капсулах відрізняються від тої, яку споживаються у вигляді їжі натто.

Оскільки в даний час немає достатніх наукових доказів, тому наттокіназа продається як БАД, а не ліки. Виробництво добавки відбувається рекомбінантним шляхом і в серійному вирощуванні, тож немає необхідності покладатися на екстракцію з натто або споживати натто цілком.